# Prosopocoilus fruhstorferi colfsi
Prosopocoilus fruhstorferi colfsi es una especie de coleóptero de la familia Lucanidae.

## Distribución geográfica
Habita en la Isla de Flores (Indonesia).